# Linphone
Linphone es una aplicación VoIP disponible en ordenadores con Linux, Windows, o equipos de Apple con Mac OS X, Android, y teléfonos móviles iPhone. Se utiliza el Session Initiation Protocol (SIP) para la comunicación y está disponible bajo licencia GPL. Linphone utiliza GTK + GUI para Linux y puede también funcionar como una aplicación en modo consola. es compatible con la telefonía mediante el uso de un proveedor de servicios de telefonía por Internet (ITSP).

## Códecs de audio

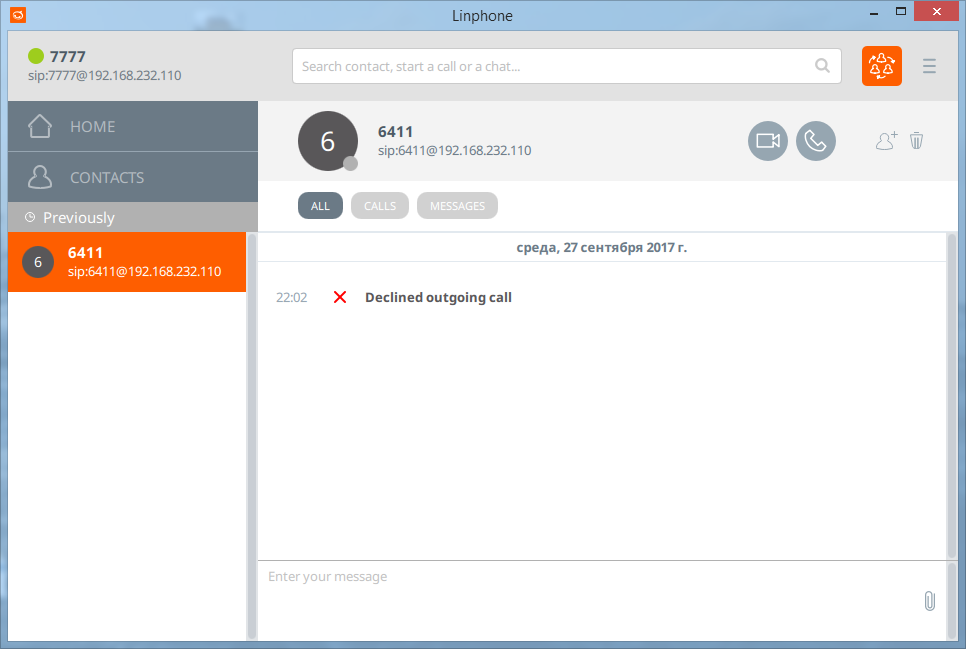
Linphone Windows 8

Soporte de codec de audio: Speex (banda estrecha y banda ancha), G.711 (μ-ley, una ley-), GSM, iLBC y (a través de un plug-in opcional).

## Códecs de vídeo
Soporte de codec del vídeo: H263-1998, MPEG-4, Theora y H 0.264 (gracias a un plugin basado en x264), con resoluciones de QCIF (176x144) a SVGA (800x600), siempre que el ancho de banda y potencia de CPU son suficientes.

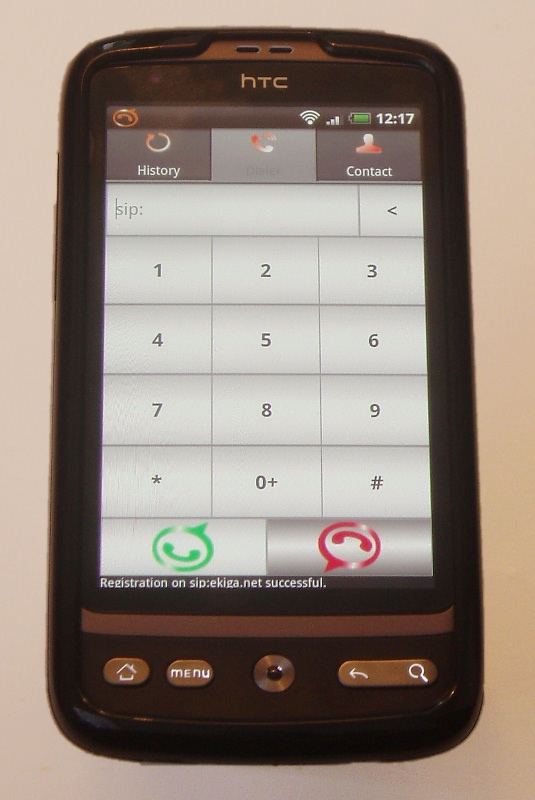
Linphone funcionando en un HTC Desire